# Замок Роксборо
Замок Роксборо (англ. Roxborough Castle) — один із замків Ірландії, розташований біля селища Мой, графство Тірон, Північна Ірландія.

## Історія замку Роксборо
Замок Роксборо був збудований 1738 року біля замку Форт-Чарлемонт. Замок Роксборо був резиденцією графів Чарлемонт. Замок перебудував архітектор Вільям Мюррей у 1842 році для ІІ графа Чарлемонт. Після перебудови замок являв собою палац з двома крилами, на два поверхи, з підвалами. Змок був перебудований в досить стриманому італійському стилі. Замок мав трикутні вікна, округлий вхід, вхід до замку складався з трьох відсіків, мав низький портик. Замок мав елементи французького шато. Річард Тернер відвідував замок у 1850 та в 1855 році.
У 1864 році граф Чарлемонт здійснив нову перебудову замку. Нову перебудову очолив архітектор Вільям Барр. У 1922 році під час повстання за незалежність Ірландії замок став місцем бою між ІРА та юніоністами і повністю згорів.